# Benedict Gross
Benedict Hyman Gross (South Orange, Nova Jérsei, 22 de junho de 1950) é um matemático estadunidense, que trabalha com geometria algébrica aritmética e teoria dos números.
Gross obteve o bacharelado na Universidade Harvard em 1971 e um mestrado em 1974 na Universidade de Oxford, com um doutorado na Universidade Harvard em 1978, orientado por John Tate, com a tese Arithmetic on Elliptic Curves with Complex Multiplication. De 1978 a 1982 foi professor assistente na Universidade de Princeton (em 1980 Maitre des Conferences na Universidade Paris VII), de 1982 a 1985 professor assistente na Universidade Brown. É desde 1985 professor na Universidade Harvard.
Gross é conhecido principalmente por seu trabalho em parceria com Don Zagier na década de 1980.
Em 1992 foi eleito membro da Academia de Artes e Ciências dos Estados Unidos, em 2004 da Academia Nacional de Ciências dos Estados Unidos e em 2017 da American Philosophical Society. Recebeu o Prêmio Cole de 1987 em teoria dos números. Foi palestrante convidado do Congresso Internacional de Matemáticos em Berkeley, Califórnia (1986: Heights and L-series). É fellow da American Mathematical Society.
Dentre seus doutorandos constam Henri Darmon e Noam Elkies.